# Birte Wentzek
Birte Wentzek (Hagen, 8 febbraio 1983) è un'attrice tedesca.

## Biografia
Si forma, da aprile del 2003 al marzo del 2007, presso l'Accademia di Musica e Teatro di Amburgo.
Da aprile 2007 a dicembre 2008 è Meike Becker nella soap opera di ZDF La strada per la felicità. Qui incontra Hubertus Grimm, nei panni di Ben Petersen, e con lui partecipa, tra il 2010 e il 2011, alla rappresentazione teatrale Der Liebhaber di Harold Pinter, incarnando il ruolo di Sarah.
Dall'ottobre del 2014 a marzo del 2016 interpreta il ruolo di Penelope "Poppy" Saalfeld, nata Schweitzer, in Tempesta d'amore.

## Filmografia

### Teatro
- Der Liebhaber (2010-2011)

### Cinema
- Mikrofan, regia di Matthias Stähle (2007)

### Televisione
- Crazy Partners, di Dominic Müller (2005)
- La strada per la felicità (Wege zum Glück) – serial TV, 379 puntate (2007-2008)
- 14º Distretto – serie TV, episodio 24x08 (2011)
- Tempesta d'amore (Sturm der Liebe) – serial TV, 321 puntate (2014-2016)